# Операция «Гарпун»
Операция Гарпун (англ. Operation Harpoon) — проведённая Великобританией в июне 1942 года операция по снабжению Мальты в ходе Второй Мировой войны, один из Мальтийских конвоев. Конвой Harpoon двигался из Гибралтара, одновременно проводилась операция Vigorous по проведению конвоя с востока. Оба конвоя встретили сильное противодействие стран Оси и понесли большие потери; Vigorous был вынужден вернуться, а в конвое Harpoon из шести судов до Мальты дошло только два. Разгром конвоя Harpoon привёл к необходимости срочно провести ещё один конвой в рамках операции Pedestal.

## Предыстория
В ходе военной кампании в Северной Африке цели итальянского, а затем и германского командования заключались в захвате Египта, получении контроля над Суэцким каналом с перспективой выхода к ближневосточной нефти. С мая 1942 года Роммель вёл второе наступление, прорвав британскую оборону и приближаясь к Египту.
Расположенная в самом центре Средиземного моря, Мальта постоянно угрожала немецким и итальянским коммуникациям между Европой и Северной Африкой, поэтому сама была объектом ожесточенных атак. В то же время её изолированное положение вызывало большие сложности в обороне острова, а также в его снабжении припасами и военной техникой. Если новые самолёты удавалось переправлять на Мальту воздушным путём, то топливо, боеприпасы, провизию можно было доставить только по морю.
Предыдущий британский конвой MW-10 в марте 1942 года из Александрии на Мальту был неудачен — два судна были уничтожены на подходе к Мальте, другие два были уничтожены немецкой авиацией уже в порту Мальты вскоре после начала разгрузки. В результате общее количество полученных Мальтой грузов оказалось минимальным.
В этих условиях было решено организовать одновременную проводку двух больших конвоев с сильным эскортом, в надежде разделить силы противника. Конвой Harpoon двигался от Гибралтара, конвой Vigorous — с востока.

## Подготовка конвоя и состав сил
По существу — повторение операций Halberd и Substance. Силы прикрытия предусматривалось взять из вод Метрополии, что указывает, насколько были напряжены силы флотов. Конвой WS-19Z вышел из Клайда 5 июня в составе пяти быстроходных транспортов: Burdwan, Chant, Orari, Tanimbar и Troilus в сопровождении крейсеров Liverpool, Kenya и эсминцев Badsworth, Bedouin, Blankney, Escapade, Icarus, Marne, Matchless, Middleton, Onslow и польского Kujawiak. Посредством срезания углов противолодочного зигзага, ибо некоторые суда не могли держать запланированную скорость в 14 узлов, конвой вовремя, 11 июня, прошёл через Гибралтарский пролив, при этом эскорт заправился топливом в Гибралтаре. Шестое судно, американский танкер Kentucky, пришло в Гибралтар 2 июня, на нём было установлено дополнительное вооружение, и он присоединился к конвою после прохождения последним пролива.
Танкер Brown Ranger в сопровождении корветов Coltsfoot и Geranium вышел после наступления темноты 11 июня, в целях обеспечения дозаправки силам эскорта.
Для перехода на Мальту дальнее прикрытие именовалось Соединением «W»: линкор Malaya, авианосцы Argus и Eagle, крейсера Charybdis, Kenya и Liverpool в сопровождении эсминцев Antelope, Escapade, Icarus, Onslow, Vidette, Westcott, Wishart и Wrestler. Непосредственное прикрытие называлось Соединением «X», состояло из крейсера ПВО Cairo, эсминцев Badsworth, Blankney, Bedouin, Ithuriel, Kujawiak, Marne, Matchless, Partridge, Middleton, тральщиков Hebe, Hythe, Rye и Speedy и моторных катеров: 121, 134, 135, 168, 459 и 462. Гружёный предметами снабжения минный заградитель Welshman присоединился на время перехода на Мальту.
Катера с бензиновыми двигателями, пригодные для траления, должны были идти на буксире торговых судов, чтобы сберечь топливо. К несчастью, это оказалось невозможно при скорости в 13 узлов, которую конвой держал в первые два дня, из-за слабости буксирных устройств катеров и непригодных буксирных концов.
Крейсер Cairo и эсминцы заправились топливом 13 июня с некоторой задержкой, так как танкер Brown Ranger ожидал в неправильном месте, тем не менее заправка произошла, хоть и с некоторыми трудностями. Brown Ranger оставался затем на месте для обеспечения обратного перехода эскорта. Это решение было чревато опасностью, исходящей от вражеских подлодок или авиации; тем не менее танкер остался невредим.

## Переход конвоя

### Повреждение крейсера Liverpool
Воздушная атака началась утром 14 июня итальянскими бомбардировщиками и торпедоносцами, добившимися попаданий в крейсер Liverpool и судно Tanimbar. Последнее затонуло почти мгновенно, Liverpool оставался на плаву, эсминец Antelope начал буксировать его на запад под прикрытием эсминца Westcott. Несколько торпедных атак на повреждённый крейсер и его эскорт в течение 14 и 15 июня были отбиты огнём всех трёх кораблей. В полдень 15 июня подошёл буксир Salvonia и в сумерках взял буксировку на себя, высвободив Antelope для прикрытия, усиленного 16 июня эсминцем Panther, корветами Jonquil и Spiraea, траулерами Lady Hogarth и ML-458. Это соединение пришло в Гибралтар в 17:30 17 июня.
Минный заградитель Welshman отделился в 20:00 14 июня и на высокой скорости пошёл на Мальту, где он оставил свой груз, и снова вышел в море, чтобы присоединяться к транспортам, обеспечивая им зенитное прикрытие.

### Битва 15 июня
Итальянский флот вмешался рано утром 15 июня, после того, как крейсер Cairo в 06:20 заметил вражеские крейсера. Конвой прикрыли дымовой завесой и торпедной атакой эсминцев на вражеское соединение. В ходе атаки попадания снарядами получили эсминцы Bedouin и Partridge, оба потеряли ход. Тем временем начались воздушные атаки, было потоплено судно Chant в 06:30 и повреждён танкер Kentucky, который остался в составе конвоя. Последовал новый часовой налёт и Kentucky лишился хода. Тем временем вражеские крейсера и эсминцы, после действий Cairo и эскорта, отошли в 09:30, оставив в покое повреждённые Bedouin на буксире у Partridge, который смог дать ход и помог товарищу, и Kentucky, которого взял на буксир тральщик Hebe.

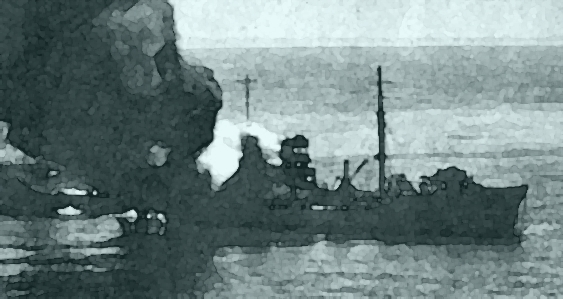
Горящий танкер Kentucky, июнь 1942

С 09:30 над конвоем появились истребители с Мальты, и хотя из-за несовместимости оборудования были значительные проблемы в радиосвязи с ними, истребители успешно отразили налёт в 10:40. К несчастью, передача воздушного прикрытия от Бофайтеров Спитфайрам в 11:20 совпала с сильной атакой, в ходе которой было повреждено судно Burdwan. После совещания с командованием Соединения «X», было принято решение затопить Burdwan и танкер Kentucky, чтобы позволить конвою преодолеть последние 150 миль к Мальте на максимальной скорости.
В этот момент повреждённый эсминец Bedouin присоединялся к конвою, всё ещё на буксире у эсминца Partridge, и доложил, что рассчитывает вскоре дать ход одним валом. Соответственно, он и Partridge остались вместе. Им было приказано присоединиться к конвою как можно скорее, тогда как сам конвой ушёл вперёд 14-узловым ходом.
Не в состоянии держать ход на одном валу, оба эсминца повернули на запад в сторону Гибралтара, в то время как эсминец Badsworth и тральщики Hebe и Hythe пытались затопить два непригодных к дальнейшему плаванию судна (Burdwan и Kentucky). В этот момент снова появились итальянские крейсера и сосредоточили свой огонь на повреждённом эсминце Bedouin, в то же время серьёзно беспокоя тральщики и Badsworth, которые пытались затопить обездвиженные суда. Проблемы решились сами собой, когда одновременной вражеской торпедной атакой на Bedouin и торговые суда все трое были потоплены, а итальянские корабли сосредоточили внимание на тонущем Bedouin. Эсминец Partridge был не в состоянии спасти уцелевших из его экипажа, но доложил, что два итальянских эсминца приступили к подъёму людей из воды. Фактически большая часть команды Bedouin была спасена, включая итальянского пилота, чья торпеда в конце концов и потопила корабль. Он был сбит Bedouin, и поднят им из воды только затем, чтобы покинуть свою бывшую цель, когда она тонула, и снова быть спасённым, уже итальянским кораблём. Повреждённый Partridge тем временем ушёл в Гибралтар, Badsworth и тральщики вернулись к конвою, к которому также присоединился минный заградитель Welshman, успевший вернуться с Мальты.

### Заход в порт
Все суда достигли входа в протраленный фарватер Мальты в сумерках. К несчастью, события дня серьёзно нарушили исходные планы. Согласно им, тральщики должны были провести контрольное траление, в то время как крейсер Cairo и эсминцы должны были, не входя в гавань, повернуть в Гибралтар. Но большой расход боеприпасов главного и зенитного калибров заставил корабли зайти на Мальту для их пополнения. Время не позволяло, чтобы ночное траление задержало суда со входом в гавань, под прикрытием барража с Мальты. Соответственно им было приказано подходить, держась за заградителями. При подходе к воротам гавани Cairo застопорил ход и приказал судам Orari и Troilus входить; последний подорвался на мине всего в 400 ярдах от мола. К счастью, повреждения ограничились одним трюмом, гружёным углем, и судно смогло завершить вход в гавань и причалить. Из боевых кораблей эсминцы Badsworth и Kujawiak тоже подорвались и были повреждены (Kujawiak затонул), тральщик Hebe и эсминец Matchless также подорвались на подходе вместе с Orari.

### Возвращение кораблей прикрытия
Крейсер Cairo с эсминцами Blankney, Ithuriel, Marne и Middleton ушёл в Гибралтар вечером 16 июня. Несмотря на воздушную атаку, эти корабли вечером 17 июня встретили крейсера Charybdis и Kenya, вместе с которыми и прибыли благополучно в Гибралтар вечером следующего дня.

### Разгрузка
Учтя печальный опыт разгрузки предыдущего конвоя MW-10, на Мальте предприняли максимальные усилия, чтобы теперь предотвратить потери при разгрузке. На острове готовились к прибытию 18 судов, и всё планировали очень тщательно. Причалы, назначенные под разгрузку, сразу были закрыты дымовыми завесами. Верфь потратила несколько недель, ремонтируя лихтеры и укрывая их от воздушных атак. Были мобилизованы все имеющиеся рабочие руки и сведены в бригады, работавшие круглосуточно сменами по 12 часов. В дополнение к рабочим Мальты, на разгрузку было направлено значительное количество военнослужащих.
В результате прибывшие суда удалось разгрузить за пять дней.

## Последствия
Итог операции был неутешительным — потеряв несколько боевых кораблей, союзники смогли доставить на Мальту только два судна из шести, в том числе среди затонувших судов был танкер Kentucky. Проводившаяся одновременно операция Vigorous также оказалась неудачной — конвой был вынужден повернуть назад. Данное сражение оценивается как победа итальянского флота.
Доставленных в результате операции припасов было по-прежнему недостаточно для продолжения обороны Мальты, авиационное топливо заканчивалось. Союзники спешно приступили к планированию операции Pedestal для проводки ещё одного конвоя.